# 希爾斯河
47°06′15″N 9°20′02″E / 47.10421°N 9.33378°E

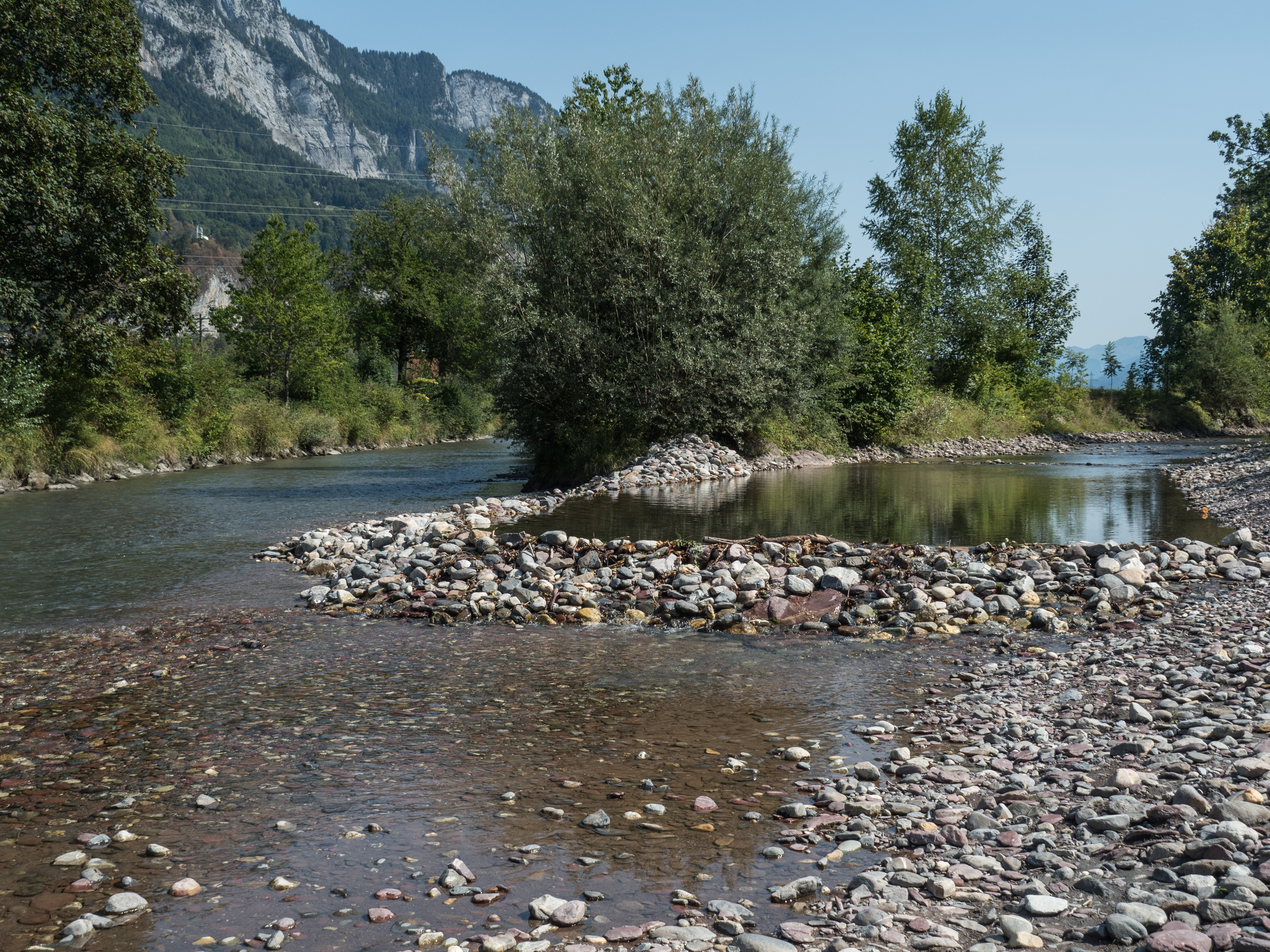

希爾斯河是瑞士的河流，位於該國東北部，流經聖加侖州，屬於塞茨河的左支流，河道全長16公里，流域面積56平方公里，河口處在弗盧姆斯。